# Jesús Lara
Jesús Lara Lara (Muela, 1 de janeiro de 1898 — Cochabamba, 6 de setembro de 1980) foi um escritor, poeta, novelista, linguista quechua, indigenista, jornalista e político boliviano. Foi membro da União Nacional de Poetas e Escritores de Cochabamba.

## Biografia
Nasceu a 1 de janeiro de 1898 na população de Muela (hoje Villa Rivero), Província Punata, Departamento de Cochabamba, Bolívia.
Realizou os estudos de nível primário na mesma vila onde nasceu, e os estudos de nível secundários na cidade de Cochabamba. As suas inclinações pela literatura manifestaram-se desde muito tenra idade. Participou em vários concursos literários e congressos relacionados com a literatura e outros campos.
Durante o conflito bélico com o Paraguai, a Guerra do Chaco, lutou na primeira linha, experiência que marcar-lhe-ia o resto da sua vida. Foi perseguido e apanhado em várias ocasiões pela sua militância política no Partido Comunista; partido com o que participou como candidato à vice-presidência do país em 1956.
Pela sua obra literária, que trata sobretudo da problemática social do indígena, recebeu diferentes prémios e distinções, como o de «Doutor honoris causa» da Universidade Maior de San Simón de Cochabamba em 1979.
Morreu a 6 de setembro de 1980 na cidade de Cochabamba. Foi dos escritores que mais traduções têm tido das suas obras; e as novelas que escreveu são de tendência social e de temas indígenas.

## Obras

### Obras editadas
- Cantigas de la Cigarra (1921)
- Predestinados (1922)
- El Estigma (1922)
- El Monte de la  Myrrha (1923)
- Viaje a Inkallajta (1927)
- Arawiy Arawicu (1927) ; Khatira y Ariwaki (1964); (1977)
- Repete (1937)
- Surumi (1943)
- Pauqarwara (La Plata, 1947; 1977)
- La Poesía Quechua (La Plata, México, 1947; 1979)
- Yanakuna (1952; 1956; 1974; 1979; 1981; 1983; 1985; 1986; 1989; 1991; 1993; 1995; 1997; 1999); polaco 1956; checo 1956; russo 1962; húngaro 1962; alemão 1967; albanês 1981[1]
- Poesía Popular Quechua (1956), Qheshwataki (1958) (1975; 1993); inglês 1976; alemão: 1959
- Atau wallpaj p´uchukakuninpa wankan (monografia e tradução do quíchua ao espanhol) (1957; 1989), alemão 1992
- Yawarninchij (Argentina 1959; Cuba 1962; Cochabamba 1974), português 1980; húngaro 1961; russo 1962; checo 1964; romeno 1964
- Leyendas Quechuas (1960; 1979; 1980; 1985; 1990)
- Flor de Loto (1960)
- La Literatura de los Quechuas (1961; 1969; 1980; 1985)
- Sinchicay (1962; 1977), ruso: 1966
- Llalliypacha (1965; 1977)
- La Cultura de los Incas (1966 – 67; El Tawantinsuyu 1974; 1990)
- Inkallajta - Inkaraqay (1967; 1988)
- Ñancahuazú (1969; 1970; 2004)
- Ullanta (Tradução) (1970; 1977; 1989)
- Sujnapura (1971)
- Diccionario Qhëshwa - Espanhol - Qhëshwa (1971; 1978; 1987; 1991; 1997; 2001)
- Guerrillero Inti (1971; 1972; 1980; 1994)
- Mitos, Leyendas y Cuentos de los Quechuas (1973, 1987; 2003)
- Paqarin (1974)
- Sasañan (1975)
- Chajma (1978)
- Tapuy Jayñiy (1980)
- Wiñaypaj (1986)

### Obras inéditas
- 1954 La Tierra del Hombre Nuevo. Experiencias de Viaje a la Unión Soviética.
- 1954 Bajo el Sol de los Magiares. Sobre las Impresiones de viaje por Hungría.